# Democratas Australianos

O Democratas Australianos (em inglês:  Australian Democrats) é um partido político australiano que defende uma ideologia social liberal, isso significa que eles defendem valores como direitos civis, justiça social, proteção do meio ambiente e liberdade individual. O partido busca equilibrar o crescimento econômico com a responsabilidade social e ambiental, promovendo políticas que beneficiem toda a sociedade
1. ↑  «Australian Democrats | Liberal, Centre-Left & Social Justice | Britannica». www.britannica.com (em inglês). Consultado em 10 de agosto de 2025